# 壺衍鞮單于
壺衍鞮单于（？－前68年），為亞洲古匈奴的君主之一，他於前85年接任父亲狐鹿姑單于擔任匈奴單于，前68年卒於任。即位後，他將被扣19年的漢朝蘇武釋放歸漢，蘇武回朝後，漢昭帝封蘇武為典屬國。
壺衍鞮单于原任左谷蠡王。前85年（汉昭帝始元二年），狐鹿姑临终前嘱咐立其弟右谷蠡王，狐鹿姑死后，其母颛渠阏氏（单于正妻）假托单于之令，与诸贵人饮酒结盟，改立壺衍鞮为单于。左贤王、右谷蠡王以自己不得立，心怀怨恨，不肯赴会于龙城，匈奴开始衰落。前80年-前71年，壺衍鞮單于統治的匈奴與鄰國烏孫及漢朝多次興戰，互有勝敗。其中前71年的對烏孫戰役中，損萬人兵馬最為慘烈。
前83年（始元四年），率兵进犯汉代郡，杀都尉，害怕被汉袭击，采纳卫律之策，穿井筑城，筑楼藏谷，坚守拒汉。前81年（始元六年），归还汉使苏武、马宏等，以示善意。前80年（元凤元年），率兵二万侵犯汉边，被追击，丧失瓯脱王以下九千余人，于是远徙西北，不敢南逐水草，只是派人屯守瓯脱（边界），又派九千骑屯受降城，以防备汉朝。前78年（元凤三年），派右贤王等王率四千骑兵入日勒（今甘肃山丹东南）、屋兰（今山丹西北）、番和（在今甘肃永昌境），为张掖郡太守所败，从此不敢侵入张掖。前74年（元平元年）、前73年（汉宣帝本始元年），勾结车师，两次出击乌孙。后听说汉朝、乌孙联兵二十万来袭，于是退走。前71年（本始三年），相继遭到丁零、乌桓、乌孙三面袭击，损耗过重，国势更加衰落。